# Andreas Wittmann
Andreas Wittmann (* 5. Mai 1961 in München) ist ein deutscher Oboist und Dirigent.
Nach seinen Studien bei Heinz Brune in Regensburg, Manfred Clement und Hansjörg Schellenberger führte ihn sein erstes Engagement zu den Berliner Philharmonikern, deren Mitglied er seit 1986 ist. Als Solo-Oboist wirkte er im Orchester der Bayreuther Festspiele und bei den Berliner Philharmonikern unter der Leitung von Daniel Barenboim, James Levine, Riccardo Muti, Mariss Jansons, Bernard Haitink, Claudio Abbado und Simon Rattle.
Er ist Solist, Kammermusiker und Pädagoge. 1988 gründete er mit vier seiner Kollegen das Philharmonische Bläserquintett Berlin, mit dem er zahlreiche Compact Disks für das schwedische Label BIS einspielte. Seit 1995 ist er als Dozent an der Orchester-Akademie der Berliner Philharmoniker tätig, deren Leitung er von 2013 bis 2015 innehatte. Von 2000 bis 2005 und von 2008 bis 2012 war er gewählter Orchestervorstand der Berliner Philharmoniker. Als Dirigent ist er bei verschiedenen Orchestern tätig, so u. a. beim Bursa Symphony Orchestra(Türkei), Orquesta Sinfonica Monterrey(Mexiko) und beim Orquesta Sinfonica Salvador da Bahia(Brasilien) sowie beim Symphonieorchester Sinfonia Varsovia(Polen). Ab der Saison 2025/2026 wird er das Sinfonie Orchester Berlin als Chefdirigent leiten.
Andreas Wittmanns Bruder ist der Schauspieler und Sprecher Thomas Wittmann.